# Deutscher Rollenspielpreis
Der Deutsche Rollenspielpreis (DRP) wird seit 2014 an besonders herausragende Rollenspiele vergeben. Er ist eine aus der Rollenspielszene heraus entstandene Auszeichnung, die ohne kommerzielles Interesse organisiert wird. Im Gegensatz zum Deutschen Rollenspiele Preis, der 2000 bis 2005 verliehen wurde, handelt es sich um einen Jurypreis. In den Jahren 2020 bis 2024 wurde der Preis aufgrund der COVID-19-Pandemie und nachfolgender Schwierigkeiten nicht vergeben; für 2025 ist eine erneute Vergabe geplant.

## Verleihung

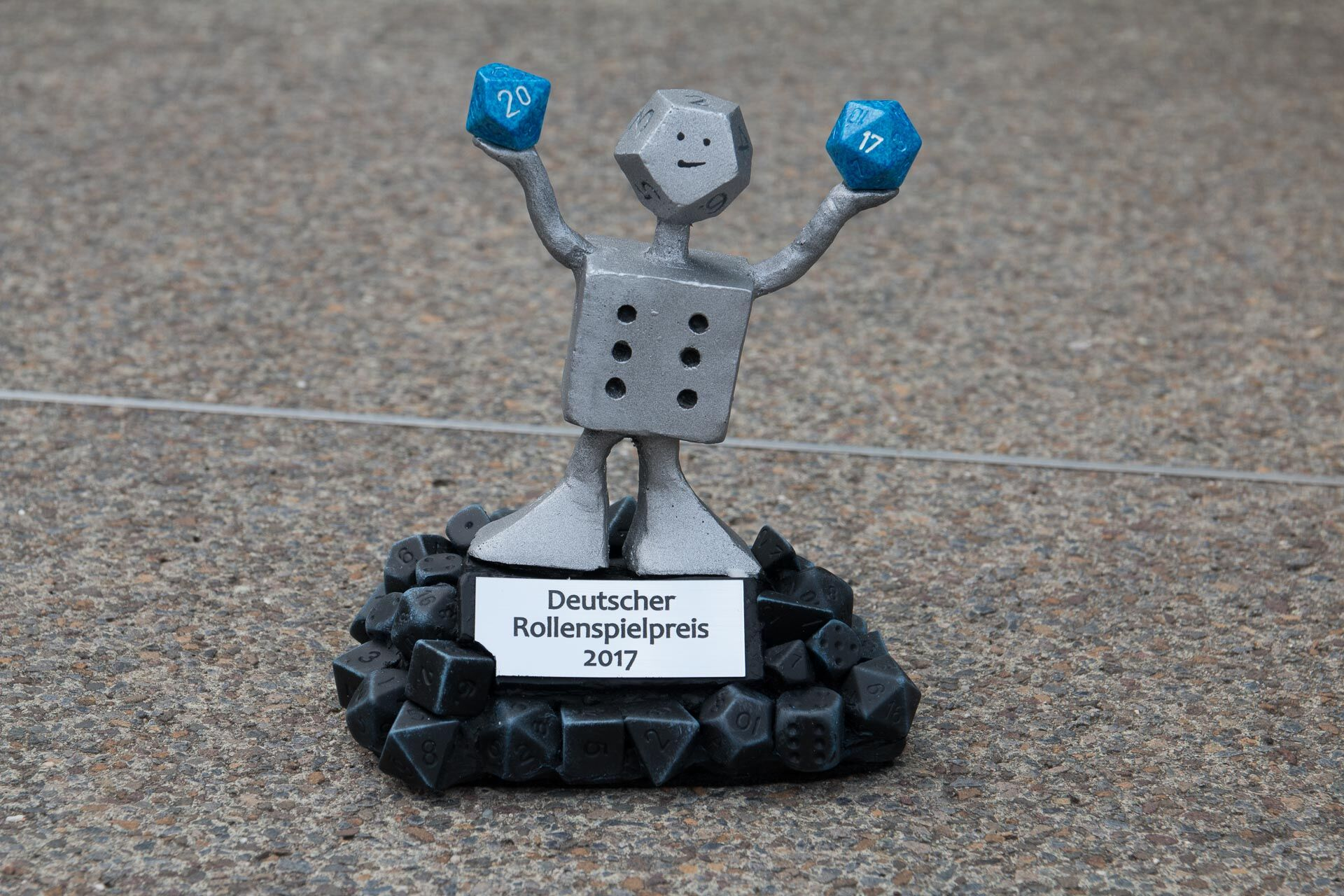
Der Würfelgolem, die Preisstatue des Deutschen Rollenspielpreis.

Der Preis wird jeweils im Rahmen einer feierlichen Zeremonie auf dem NORDCON in Hamburg verliehen. Die Sieger werden mit einer Preisstatue und einer Urkunde ausgezeichnet. Prominente Personen aus der Rollenspiel- und Fantastikszene halten eine Laudatio und überreichen die Preisfigur an den Sieger.

## Wahlverfahren
Der Preis wird von einer fünfköpfigen Jury verliehen, die sich aus bekannten Rollenspiel-Schaffenden zusammensetzt. Die Juryzusammensetzung wechselt jedes Jahr, wobei es ein ständiges Mitglied gibt. Beurteilt werden Werke, welche interessierte Verlage gegenüber dem Veranstalter nominieren. Voraussetzung ist, dass es sich um Printprodukte aus dem Bereich Rollenspiel handelt, die zwischen dem Gratisrollenspieltag des Vorjahres und dem Gratisrollenspieltag des Verleihungsjahres erstmals erschienen sind. Die Jurymitglieder stellen daraus eine Shortlist zusammen, die in der Regel aus drei Werken besteht. Aus diesen wird dann der Sieger gewählt.

### Bekannte Juroren
| Jahr             | Name                       |
| ---------------- | -------------------------- |
| 2014             | Lasterbalk der Lästerliche |
| 2015             | Konrad Lischka             |
| 2015             | Gunnar Lott                |
| 2016             | Christoph Hardebusch       |
| 2017, 2018, 2019 | Lena Falkenhagen           |

## Preisträger

### Kategorie Grundregelwerk
| Jahr      | Titel                                              | Verlag           | Laudator                |
| --------- | -------------------------------------------------- | ---------------- | ----------------------- |
| 2014      | Reiter der schwarzen Sonne                         | Mantikore-Verlag | Per Dittmann            |
| 2015      | Splittermond: Die Regeln                           | Uhrwerk Verlag   | Thomas Finn             |
| 2016      | Splittermond Einsteigerbox: Aufbruch ins Abenteuer | Uhrwerk Verlag   | Ingolf Tews             |
| 2017      | Metal Heroes – and the Fate of Rock                | Mantikore Verlag | Prof. Dr. Lars Schmeink |
| 2018      | Symbaroum - Grundregelwerk                         | Prometheus Games | Christian Buggedei      |
| 2019      | Itras By                                           | Pro Indie        | Lena Falkenhagen        |
| 2020–2024 | keine Vergabe                                      | keine Vergabe    | keine Vergabe           |

### Kategorie Zubehör
| Jahr      | Titel                          | Verlag                       | Laudator         |
| --------- | ------------------------------ | ---------------------------- | ---------------- |
| 2014      | Splittermond: Die Welt         | Uhrwerk Verlag               | Lena Falkenhagen |
| 2015      | Night's Watch - Die Nachtwache | Mantikore-Verlag             | Lena Falkenhagen |
| 2016      | NIP'AJIN Shots Vol. II         | Ludus Leonis                 | Karsten Voigt    |
| 2017      | Shadowrun: Datapuls ADL        | Pegasus Spiele               | Lena Falkenhagen |
| 2018      | Scherbenland                   | Christian und Judith C. Vogt | Lena Falkenhagen |
| 2019      | Täuscherland - Settingband     | Redaktion Phantastik         | Calin Noell      |
| 2020–2024 | keine Vergabe                  | keine Vergabe                | keine Vergabe    |

### Kategorie Online
Seit dem Jahr 2019 werden in der Kategorie "Online-Formate" auch nicht papiergebundene Werke ausgezeichnet.
| Jahr      | Titel           | Laudator         |
| --------- | --------------- | ---------------- |
| 2019      | Rocket Beans TV | Frank Friedrichs |
| 2020–2024 | keine Vergabe   | keine Vergabe    |

### Weitere Preise
- 2015 wurde Werner Fuchs der Deutsche Rollenspielpreis für sein Lebenswerk verliehen.
- 2015 wurde zudem Degenesis Rebirth Premium Edition, SIXMOREVODKA production GmbH, mit dem Jurypreis ausgezeichnet.
- 2018 wurde Orkenspalter TV mit dem Sonderpreis ausgezeichnet.
- 2019 wurden Elsa und Jürgen Franke mit dem Deutschen Rollenspielpreis für ihr Lebenswerk ausgezeichnet.